# اشتغال کامل
اشتغال کامل به این معناست که هر کسی که به دنبال کار است از ساعات کاری که به آن نیاز دارند را با «دستمزدهای منصفانه» برخوردار باشند. از آنجا که مردم کارشان را عوض می‌کنند اشتغال کامل به این معناست که نرخ بیکاری پایدار در حدود ۱ تا ۲ درصد کل نیروی کار باشد ولی این به معنای کم اشتغالی که در آن کارگران پاره وقت نمی‌توانند از ساعاتی که برای یک زندگی شایسته به آن نیازمندند برخوردار باشند نیست. در اقتصاد کلان، اشتغال کامل گاهی به صورت سطحی از بیکاری که در آن بیکاری ادواری وجود ندارد تعریف می‌شود.
برخی اقتصاددانان به اشتغال کامل باور ندارند و تورم را از تبعات محتمل اعمال آن می‌دانند.